# Tennsjön, Ångermanland
Tennsjön är en sjö i Örnsköldsviks kommun i Ångermanland och ingår i Gideälven-Idbyåns kustområde. Sjön har en area på 0,117 kvadratkilometer och ligger 10,1 meter över havet.

## Delavrinningsområde
Tennsjön ingår i det delavrinningsområde (701608-166007) som SMHI kallar för Rinner mot Tennviken. Medelhöjden är 26 meter över havet och ytan är 7,14 kvadratkilometer. Det finns inga avrinningsområden uppströms utan avrinningsområdet är högsta punkten. Avrinningsområdets utflöde mynnar i havet, utan att ha någon enskild mynningsplats. Avrinningsområdet består mestadels av skog (80 procent). Avrinningsområdet har 0,25 kvadratkilometer vattenytor vilket ger det en sjöprocent på 3,2 procent. Bebyggelsen i området täcker en yta av 0,45 kvadratkilometer eller 6 procent av avrinningsområdet.